# Ehrenwort

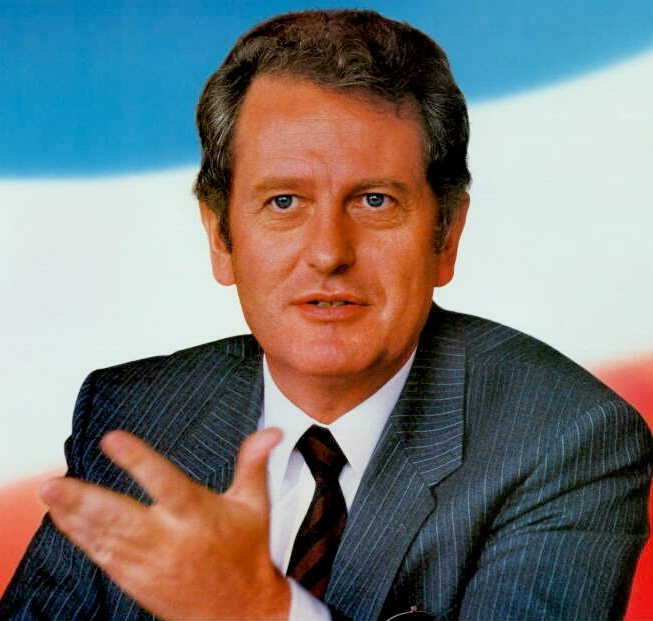
Uwe Barschel gab eines der bekanntesten Ehrenworte in der deutschen Geschichte ab

Mit einem Ehrenwort (oder durch eine schriftliche Ehrenwörtliche Erklärung) wird eine Aussage (Behauptung, Versprechen) feierlich bekräftigt. Der Erklärende bekundet, mit seiner Ehre, das heißt der Gesamtheit seiner Person, für die Richtigkeit der Aussage einzustehen.

## Kriegsrecht
Die Entlassung der Kriegsgefangenen auf Ehrenwort (sur parole) wird traditionell in Kapitulationsverträgen gewährt.
Johann Caspar Bluntschli gab diesbezüglich die erste Darstellung des Völkerrechts in Anlehnung an die von Francis Lieber für die Armee der Vereinigten Staaten verfassten und von Präsident Abraham Lincoln 1863 verkündeten Kriegsartikel (Lieber Code).

## Akademisches Recht
Es ist üblich, dass einer akademischen Arbeit, z. B. Studien-, Diplom-, Magister-, Master-, Bachelor-, Staatsexamens- oder Doktorarbeit, eine schriftliche Erklärung beiliegt, die bestätigt, dass diese Arbeit vom Vorlegenden eigenständig, ohne die Hilfe Dritter verfasst und nur mit den angegebenen Quellen und Hilfsmitteln angefertigt wurde. Weiterhin umfasst die Erklärung zuweilen noch, dass diese Arbeit in gleicher oder ähnlicher Form noch keiner Prüfungsbehörde vorgelegen hat.
Die Erklärung kann, je nach Vorgabe durch die Prüfungsordnung, auch eine ehrenwörtliche Erklärung oder eine eidesstattliche Erklärung sein.

## Zivilrecht
Im Gegensatz zum Eid hat das Ehrenwort im Zivilrecht nur bedingten besonderen Rechtsstatus.

„Hatten wir, weiter oben, die bürgerliche Ehre sehr skrupulös gefunden [...] so zeigt hingegen der hier in Betrachtung genommene Kodex darin die nobelste Liberalität. Nämlich nur ein Wort darf nicht gebrochen werden, das Ehrenwort, d.h. das Wort, bei dem man gesagt hat 'auf Ehre!'  — woraus die Präsumption entsteht, daß jedes andere Wort gebrochen werden darf. Sogar beim Bruch dieses Ehrenwortes läßt sich zur Not die Ehre noch retten, durch das Universalmittel, das Duell, hier mit Denjenigen, die behaupten, wir hätten das Ehrenwort gegeben. Ferner: nur eine Schuld giebt es, die unbedingt bezahlt werden muß, – die Spielschuld, welche auch demgemäß den Namen 'Ehrenschuld' führt. Um alle übrigen Schulden mag man Juden und Christen prellen: das schadet der ritterlichen Ehre durchaus nicht.“

## Politik
Das Ehrenwort hat in der Politik einige Male eine wichtige Rolle gespielt:
- So berief sich Helmut Kohl auf sein Ehrenwort, als er ihm bekannte anonyme Parteispender nicht benannte (CDU-Spendenaffäre).
- Uwe Barschel gab bei einer Pressekonferenz sein Ehrenwort, dass er niemals die  Bespitzelung seines Konkurrenten Björn Engholm veranlasst, niemals eine anonyme Steueranzeige gegen diesen lanciert habe (Barschel-Affäre).
- General Günter Kießling gab seinem Verteidigungsminister sein Ehrenwort, nicht homosexuell zu sein (Kießling-Affäre).
- Im Dezember 2004 gab der türkische Ministerpräsident Erdoğan sein Ehrenwort, dass er zur Unterzeichnung des Abkommens zur Zollunion bis zur Eröffnung von EU-Beitrittsverhandlungen im Oktober 2005 bereit sei (Zypernkonflikt).